# Tyler Simpson
Tyler John Simpson (* 28. August 1985 in Sydney; † 26. Mai 2011 ebenda) war ein australischer Fußballspieler. Der Abwehrspieler spielte zwischen 2005 und 2008 für Queensland Roar und Perth Glory in der australischen Profiliga A-League und stand zum Zeitpunkt seines Todes bei Blacktown City unter Vertrag. Sein Zwillingsbruder Jordan Simpson ist ebenfalls Profifußballer.

## Karriere
Simpson spielte 2003/04 für den Northern Spirit FC in der Jugendliga der National Soccer League und hatte anschließend ein Gastspiel in Armenien bei Dinamo-Zenit Jerewan. Nach seiner Rückkehr nach Australien spielte er bei den Northern Tigers in der New South Wales Winter Super League, der zweithöchsten Spielklasse des Bundesstaates New South Wales und in der Saison 2004/05 bei den St. George Saints in der NSW Premier League. 2005 unterschrieb er, wie auch sein Bruder Jordan, einen Profivertrag beim A-League-Klub Queensland Roar und absolvierte vier Einsätze in der höchsten Spielklasse Australiens. Im Februar 2006 wurde er für einen Sichtungslehrgang der Olympiaauswahl ans Australian Institute of Sport in Canberra eingeladen und nahm zwei Monate später mit der Auswahl, ebenso wie sein Zwillingsbruder, am „Spring Cup“ in Vietnam teil. Beide erhielten aber über die Saison 2005/06 hinaus keinen Vertrag bei Roar.
Im August 2006 unterzeichnete Simpson als Ersatz für den verletzten Bobby Despotovski einen einmonatigen Kurzzeitvertrag bei Perth Glory und kam zu einem Ligaeinsatz. Anschließend spielte er einige Zeit bei Sydney Olympic, bevor er erneut von Perth als Ersatz für den verletzten David Tarka verpflichtet wurde, sein Bruder stand in der Spielzeit 2007/08 ebenfalls in Perth unter Vertrag. Nachdem beide keine Vertragsverlängerung über das Saisonende hinaus erhielte, wagten sie vermutlich Anfang 2008 den Sprung nach Europa, bei einem ungenannten zyprischen Klub wurden aber die unterzeichneten Verträge bei ihrer Ankunft für ungültig erklärt und die Brüder mit Drohungen zur Rückkehr nach Australien gezwungen. Die australische Spielergewerkschaft erstritt für die beiden Spieler bei der Kammer zur Beilegung von Streitigkeiten der FIFA Entschädigungszahlungen. Seit März 2008 spielte er bei den Blacktown City Demons (seit 2009 Blacktown City) in der New South Wales Premier League, 2010 war er einer der Leistungsträger beim Gewinn der Ligameisterschaft. 
Simpson nahm sich im Mai 2011 das Leben. Die australische Olympiaauswahl (U-23) trug im Freundschaftsspiel am 1. Juni 2011 gegen Japan zu seinen Ehren Trauerflor.